# John Tchicai

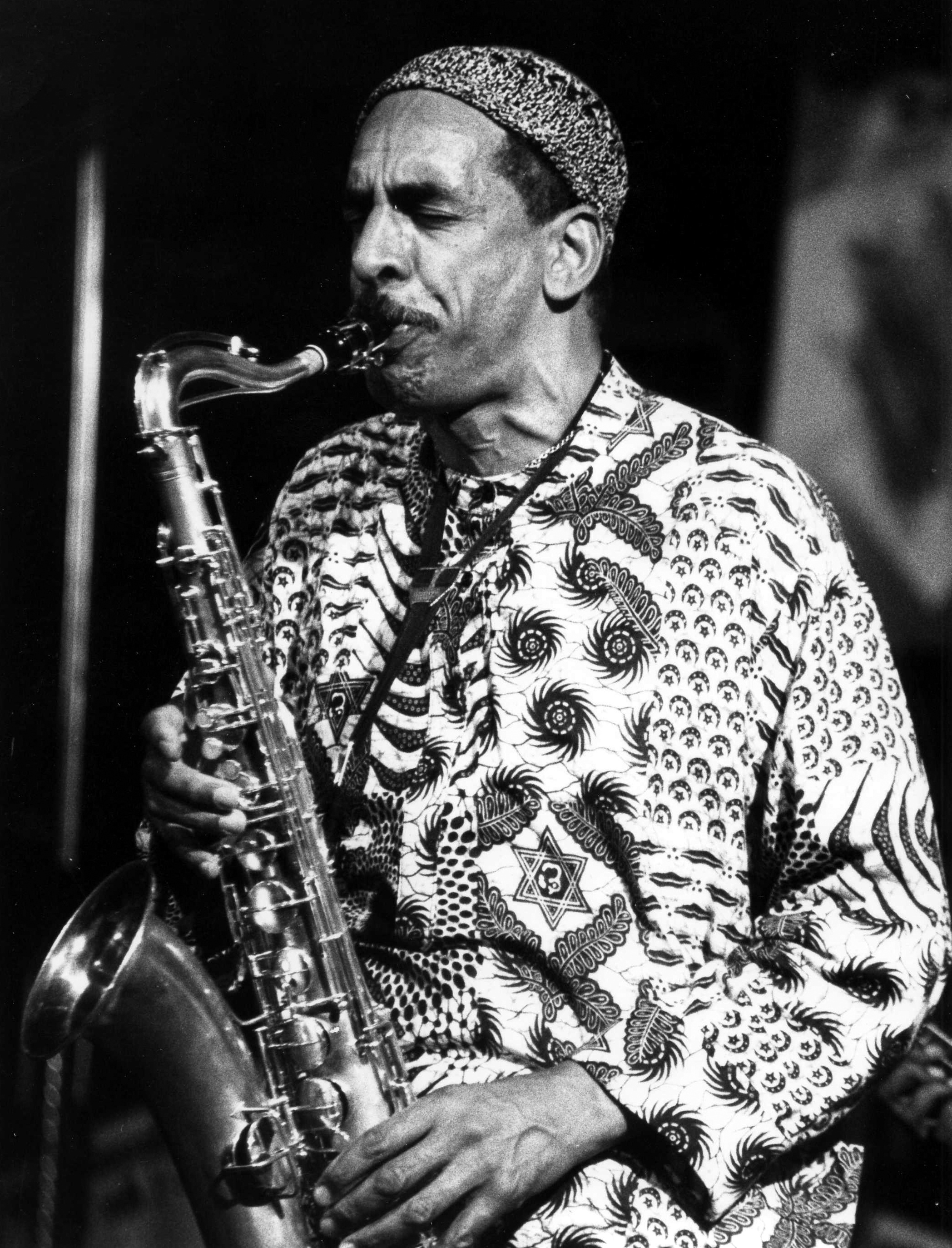
John Tchicai.

John Martin Tchicai (28 de abril de 1936 - 8 de octubre de 2012) fue un saxofonista danés de free jazz y compositor.
Después de mudarse a la ciudad de Nueva York en 1963, se unió a Archie Shepp de Nueva York Contemporary Five y  New York Art Quartet. Se presentó en la Ascension de John Coltrane, y New York Eye and Ear Control de Albert Ayler, ambos influyentes grabaciones de free jazz.
Desde 2001 había estado viviendo cerca de Perpiñán en el sur de Francia. El 11 de junio de 2012, sufrió una hemorragia cerebral en un aeropuerto en Barcelona, España. Él se estaba recuperando y había cancelado todas las apariciones, cuando murió en un hospital de Perpiñán el 8 de octubre de 2012, a los 76 años de edad.